# 珀西·里斯
珀西·里斯（英語：Percy Rees，1883年9月27日—1970年6月12日），英格兰前男子曲棍球运动员。他曾代表英国国家队参加1908年夏季奥林匹克运动会曲棍球比赛，获得一枚金牌。